# 아부그라이브

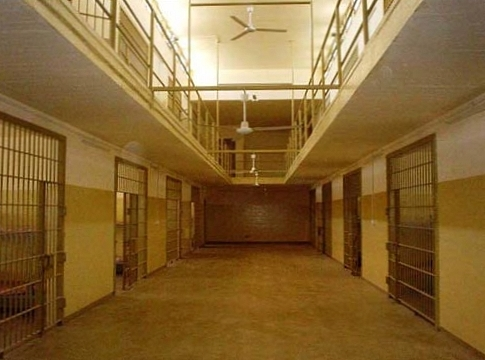

아부그라이브(아랍어: أبو غريب)는 이라크 바그다드 주에 위치한 도시이다. 바그다드 중심에서 서쪽에 위치하고 있으며, 바그다드 국제공항 북서쪽에 있다. 2003년 기준으로 인구는 189,000명이다.
아부그라이브 교도소가 위치했던 곳으로 가장 잘 알려져 있었다.